# Данко, Андрей
Андрей Данко (словац. Andrej Danko; 12 августа 1974, Ревуца) — словацкий политический деятель. Глава националистической Словацкой национальной партии с 2012 года. Заместитель председателя Национального совета Словакии с 25 октября 2023 года. В прошлом — председатель Национального совета Словацкой Республики (2016—2020).

## Биография
Родился 12 августа 1974 года в городе Ревуца. В 1988—1992 годах учился в местной гимназии. В 1998 году окончил юридический факультет Университета Коменского в Братиславе. После обязательной военной службы основал несколько коммерческих компаний и работал адвокатом.
В течение 2006—2010 годов Андрей Данко был помощником Национального совета Словакии и членом ряда парламентских комиссий. Он стал первым вице-президентом Словацкой национальной партии в 2010 году. В 2012 году Андрей Данко стал главой партии, сменив на этом посту Яна Слоту.
23 марта 2016 года Данко был избран председателем Национального совета Словацкой Республики.
По результатам парламентских выборов 30 сентября 2023 года Словацкая национальная партия получила 10 мандатов и вошла в правительственную коалицию. На учредительном собрании 25 октября Данко избран заместителем председателя Национального совета Словакии от правительственной коалиции. На тайном голосовании за Данко проголосовали 83 депутата, против — 11, воздержался — 48.

## Критика
В 2018 году Данко обвинили в плагиате докторской диссертации в Университете Матея Белла, которую он защитил в 2000 году. В ноябре 2018 года университет создал комиссию по рассмотрению диссертации и изучению подозрений в плагиате. В январе 2019 года комиссия объявила, что 63 из 72 страниц докторской диссертации Данка являются плагиатом.
9 мая 2019 года Данко посетил военный парад в Москве, где был единственным европейским политиком, присутствующим на этом мероприятии.
Во время российского нападения на Украину, Данко неоднократно озвучивал основные мифы и нарративы российской антиукраинской пропаганды.